# الدعيس (بعدان)

تعديل مصدري - تعديل

الدعيس هي إحدى قرى عزلة الدعيس بمديرية بعدان التابعة لمحافظة إب، بلغ تعداد سكانها 588 نسمة حسب تعداد اليمن لعام 2004.